# Cantón de Jargeau
El cantón de Jargeau era una división administrativa francesa, que estaba situada en el departamento de Loiret y la región de Centro-Valle de Loira.

## Composición
El cantón estaba formado por diez comunas:
- Darvoy
- Férolles
- Jargeau
- Neuvy-en-Sullias
- Ouvrouer-les-Champs
- Sandillon
- Sigloy
- Tigy
- Vannes-sur-Cosson
- Vienne-en-Val

## Supresión del cantón de Jargeau
En aplicación del Decreto n.º 2014-244 de 25 de febrero de 2014, el cantón de Jargeau fue suprimido el 22 de marzo de 2015 y sus 10 comunas pasaron a formar parte del nuevo cantón de Châteauneuf-sur-Loire.